# Hosho
L'hosho è uno strumento a percussione di tipo idiofono di origine africana, usato nella musica tradizionale dello Zimbabwe e diffuso soprattutto tra gli Shona.
È un tipo di sonaglio, composto da una piccola zucca e dai semi di hota (canna indica) che accompagna un altro strumento della musica tradizionale Shona, la m'bira.
Altri strumenti tipici della tradizione musicale diffusa in Zimbabwe sono il magavhu, un altro tipo di sonaglio che si lega alle caviglie e il tamburo ngoma, il tamburo regale.